# Dibromessigsäure
Dibromessigsäure ist eine chemische Verbindung aus der Gruppe der Halogenessigsäuren.

## Gewinnung und Darstellung
Dibromessigsäure kann durch Bromierung von Bromessigsäure mit einem 2:1-Bromid/Bromat-Gemisch unter sauren Bedingungen hergestellt werden.

## Eigenschaften
Dibromessigsäure ist ein beiger Feststoff, der sehr gut löslich in Wasser, Ethanol und Diethylether ist.

## Verwendung
Dibromessigsäure wird nur in der Forschung verwendet.

## Sicherheitshinweise
Dibromessigsäure ist ein halogeniertes Desinfektionsnebenprodukt. Es wurde festgestellt, dass Dibromessigsäure apoptotische Veränderungen und die Bildung von Hydroxylradikalen in menschlichen peripheren mononukleären Blutzellen (PBMCs) auslöst. Bei Mäusen und Ratten, die Trinkwasser mit unterschiedlichen Konzentrationen von Dibromessigsäure ausgesetzt waren, wurde festgestellt, dass Dibromessigsäure karzinogen wirkt und zu einem erhöhten Auftreten von mononukleären Zellleukämien, malignen Mesotheliomen, hepatozellulären Neoplasmen und Hepatoblastomen führt.